# Igor Efimov
Pour les articles homonymes, voir Efimov.
Igor Efimov (né à Tbilissi le 16 septembre 1960) est un joueur d'échecs géorgien, naturalisé italien qui joue pour la fédération monégasque dans les compétitions internationales. Efimov a obtenu le titre de grand maître international en 1992.

## Biographie et carrière
Efimov devient champion d'Italie en 1997 et 1998, lorsque le règlement permet encore aux résidents non-citoyens italiens d'entrer dans la compétition pour le titre. Il réside à Montecatini Terme et joue pour l'équipe locale Circolo Scacchistico Montecatinese Surya A.S.D. (littéralement : Cercle échiquéen de Montecatini). Il offre à l'occasion des stages aux jeunes joueurs prometteurs, pour le compte de la Fédération italienne d'échecs.
En 2008, il remporte le championnat de Monaco ainsi qu'en 2015.